# موراياما (ياماغاتا)
مدينة موراياما (بالإنجليزية: Murayama)‏ هي أحد المدن التابعة لمحافظة ياماغاتا. تأسست رسميًا في 01/11/1954. ويقدر عدد سكانها بـ 27586 نسمة حسب تقدير مكتب الإحصاء الياباني لعام 2012. تبلغ مساحة موراياما 196.83 كم2. بكثافة سكانية تبلغ 140 نسمة/كم2.

## توأمة
لموراياما (ياماغاتا) اتفاقيات توأمة مع:
- ياكوتسك